# Gallimimus
Gallimimus ("oponašatelj kokoši") je jedan od najpoznatijih ornitomimida ili "oponašatelja ptica". Otkriven je u ranim 1970-im godinama u pustinji Gobi u Mongoliji. Naziv su mu 1972. godine dali paleontolozi Rinchen Barsbold, Halszka Osmólska i Ewa Roniewicz.

## Sistematika
Poznata je jedna vrsta u ovom rodu, Gallimimus bullatus. Predložena je još jedna vrsta, "Gallimimus mongoliensis", ali nikada nije formalno uključena u ovaj rod. Najnovija analiza skoro potpunog kostura vrste Gallimimus mongoliensis pokazala je da to nije vrsta Gallimimusa, već bi mogla predstavljati novi, za sada neimenovani rod.

## Opis
Gallimimus je bio dug oko 6 metara, ali neke su jedinke dosezale duljinu i do 8 m, što ga čini jednim od najvećih ornitomimida. U kuku je bio visok oko 2 m. Imao je kratko tijelo s dugim, nesavitljivim repom pomoću kojeg je održavao ravnotežu u brzom trku. Njegove vitke noge bile su prilagođene trčanju. Gallimimus je vjerojatno trčao kao noj i pravio duge korake pomoću svojih nogu. Umjesto krila imao je duge gornje udove. Imao je tri prsta na stopalima kao i na rukama. Vrat je bio dug i pokretljiv. Velike oči nalazile su mu se sa strane glave, a imao je i bezubi kljun kao kod patke. Vjerojatno je bio svejed. Gallimimus je vjerojatno bio vrlo inteligentan jer mu je mozak zauzimao dosta velik prostor u lubanji.

## U popularnoj kulturi
Ovaj se dinosaur pojavio u filmu Jurski park. Grupa Gallimimusa prikazana je kako bježi preko polja od Tyrannosaurusa, koji uspijeva uloviti i ubiti jednoga. Gallimimus je također prikazan i u nastavku, Jurski park: Izgubljeni svijet.

## Drugi projekti
|  | Zajednički poslužitelj ima još gradiva o temi Gallimimus |
|  | Wikivrste imaju podatke o taksonu Gallimimusu            |